# Інген
Інген Рюкі (кит.: 隱元隆琦; 7 грудня 1592 — 19 травня 1673) — засновник японської буддистської секти Обаку, каліграф і поет.

## Життєпис
За національністю був китайцем. Народився 1592 року у сучасному місті Фуцін Фучжоуської управи провінції Фуцзянь (тодішня імперія Мін). Отримав ім'я Лін Ценбін. Його батько зник, коли тому було 5 років. Коли Лінь Ценбіну виповнилося 20 років, він вирушив на пошуки свого батька, під час яких він досяг гори Путошань в провінції Чжецзян. У 28 років, після смерті його матері, він був висвячений на ченці школи Ліньцзі у храмі Ванфу на горі Хуанбо у провінції Фуцзянь, отримавши ім'я Іньюань Луньці. Вчителями Інгена були Міюнь Юаньу та Феїнь Тунхун.
У 1633 році став головним учнем Феїня, настоятеля монастиря Ванфу. 1637 року сам став настоятелем цього монастиря. Він обіймав посаду до 1642 року. Через чотири роки, в 1646 він знову став настоятелем монастиря. Під його керівництвом було завершено реконструкцію монастиря — зведено близько 30 нових монастирських споруд. Йому приписують перетворення храму Ванфу на потужний буддійський центр.
У 1654 році після неодноразових прохань Іцунена Сею він вирушив до Нагасакі (Японія) для проповідей серед громади китайських торгівців. Важливою причиною стало неспокій в рідних краях через заколоти і повстання. Став відомий в Японії як Інген Рюкі. Мав конкретну мету допомогти розвинутися трьом китайським храмам в Нагасакі — Кофуку-дзі, Фукусай-дзі та Софуку-дзі. Багато японців, серед яких був колишній імператор Ґо-Мідзуноо, почувшии про проповідь Інгена Рюкі, вирушили до Нагасакі, щоб побачити вчителя. Деяка їх частина, зокрема Маеда Цунанорі, Дате Цунамуне, Хосокава Цунатосі, приєдналася до його спільноти та стала учнями. Сам Інген не планував довго залишатися у Японії. Проте група японських учнів переконала його не повертатися до Китаю. 
Послідовники змогли домогтися для Інгена офіційного дозволу вирушити до Кіото, де Інген мав стати новим настоятелем храму Месін-дзі, проте не зміг цього зробити через спротив школи Ріндзай. Тому разом з близько 30 ченцями та ремісниками заснував школу Обаку. У 1661 році в місті Удзі фундує головний храм цієї школи Мампуку-дзі, що є японським варіантом назви монастиря Ванфу. 1669 року відійшов від справ. Помер 1673 року у храмі Мампуку-дзі.

## Творчість
Доробок Інгена Рюкі охоплює 35 робіт. Представлено у 46 публікаціях 4 мовами та у 226 бібліотечних фондах. Вже в Китаї був відомий як поет.
В каліграфії поєднував масивні та товсті лінії, що виконував напрочуд плавно, з витонченість, що, не втрачала при цьому в силі і жіттєвості. Усі частини його робіт становлять нероздільне, єдине ціле, поєднане вмілими рухами кінчика пензля. Був майстром каліграфії, який познайомив Японію з каліграфічним стилем епохи Мін. Його стиль став зватися китайським, був популярним в період Едо.
Також познайомив японців з китайською чайною церемонією, його учень байсао створив різнови японської чайної церемонії відомої як сентядо (від сорту чаю сентя).